# Мосеево (Вашкинский район)
Мосеево — деревня в Вашкинском районе Вологодской области.
Входит в состав Андреевского сельского поселения (с 1 января 2006 года по 8 апреля 2009 года входила в Островское сельское поселение), с точки зрения административно-территориального деления — в Островский сельсовет.
Расстояние до районного центра Липина Бора по автодороге — 49 км, до центра муниципального образования деревни Андреевская по прямой — 10 км. Ближайшие населённые пункты — Антропово, Босово, Матвеева Гора, Нефедово, Никоново, Трошино, Шугино.
По переписи 2002 года население — 23 человека (7 мужчин, 16 женщин). Преобладающая национальность — русские (96 %).
В Мосеево расположены памятники архитектуры крестьянская усадьба Кирилловой и жилой дом (почта) конца XIX — начала XX века